# جيف كامبل (لاعب كرة قدم أمريكية)
جيف كامبل (بالإنجليزية: Jeff Campbell)‏ هو لاعب كرة قدم أمريكية أمريكي، ولد في 28 مارس 1969 في دنفر في الولايات المتحدة.

## وصلات خارجية
- جيف كامبل على موقع مرجع كرة القدم المحترفة.كوم (الإنجليزية)